# 今村英章
今村英章（いまむら ひであき、1971年3月12日 - ）は、日本の財務官僚。

## 来歴
石川県出身。白山市立北星中学校、金沢大学教育学部附属高等学校から東京大学理科一類入学。東京大学経済学部卒業。1993年 大蔵省入省。理財局資金第一課配属。入省1週間後には、突然経済対策を策定することとなり、土日もなく泊まり込みで勤務していた。1997年5月 ミシガン大学大学院修了。国際金融局（途中で国際局に再編）国際機構課の企画係長、通貨係長時代には、アジア通貨基金の設立構想に携わる。2003年7月 財務省主計局主計官補佐（文部科学第四係主査）。科学技術関連予算を担当。2004年7月 主計局調査課長補佐。財政の中長期的な運営作業に携わる。経済財政諮問会議と連携し、財政再建に対する理解を得るため、様々な情報発信を行った。その後は国際通貨基金に派遣。2019年7月9日 国際局調査課長。2020年7月22日 国際局国際機構課長。2021年7月16日 国際局総務課長。2022年6月24日 大臣官房付。同年6月28日 大臣官房参事官（副財務官、大臣官房、国際局担当）。

## 略歴
- 1993年4月：大蔵省入省。理財局資金第一課配属。
- 1995年7月：留学（ミシガン大学）。
- 1997年7月：国際金融局国際機構課企画係長。
- 1998年7月：国際局国際機構課通貨基金係長。
- 1999年7月：アジア開発銀行プログラムスペシャリスト。
- 2003年7月：財務省主計局主計官補佐（文部科学第四係主査）（科学技術関連予算担当）[1]。
- 2004年7月：主計局調査課長補佐。
- 2007年7月：国際局為替市場課長補佐（総括・企画・相場一・二）[2]。
- 2008年7月：国際局地域協力課長補佐（総括・企画・協力一）[2]。
- 2009年7月：国際局開発機関課長補佐（総括・開発機関総括・開発機関五）。
- 2010年7月：国際局開発機関課長補佐（総括）。
- 2011年7月：国際局開発機関課開発企画官 兼 国際局開発機関課長補佐。
- 2012年7月：国際通貨基金派遣職員。
- 2017年7月9日：国際局付。
- 2017年7月10日：国際局開発機関課長。
- 2019年7月9日：国際局調査課長。
- 2020年7月22日：国際局国際機構課長。
- 2021年7月16日：国際局総務課長。
- 2022年6月24日：大臣官房付。
- 2022年6月28日：大臣官房参事官（副財務官、大臣官房、国際局担当）。